# Keith Vaz
 (septembre 2017).
Si vous disposez d'ouvrages ou d'articles de référence ou si vous connaissez des sites web de qualité traitant du thème abordé ici, merci de compléter l'article en donnant les références utiles à sa vérifiabilité et en les liant à la section « Notes et références ».
Nigel Keith Anthony Standish Vaz, né le 26 novembre 1956 au Yémen, est un homme politique britannique, membre du Parti travailliste député de Leicester East de 1987 à 2019.

## Parcours personnel
Keith Vaz est né dans la colonie britannique de la couronne d'Aden (actuel Yémen), le 26 novembre 1956. Ses parents sont Xavier et Merlyn Vaz. La famille Vaz est originaire de Goa, maintenant un état indien, ce qui explique son nom de famille Goan-portugais. Il a déménagé en Angleterre avec sa famille en 1965, s'installant à Twickenham. Son père travaillait dans l'industrie du transport aérien, tandis que sa mère était enseignante et travaillait aussi chez Marks & Spencer. Le père de Vaz s'est suicidé quand son fils avait 14 ans. Merlyn Vaz a déménagé à Leicester lorsque son fils a été choisi comme candidat parlementaire potentiel pour la circonscription de Leicester East. Elle est élue au conseil municipal de Leicester en tant que conseillère chargée du travail et a siégé au conseil pendant 14 ans. Elle est la première femme d'origine asiatique à siéger au conseil de cette ville. Elle est décédée le 14 octobre 2003.
Pendant son séjour à Aden, Vaz est éduqué au couvent St Joseph. En Angleterre, il fréquente Latymer Upper School, Hammersmith, suivi par Gonville et Caius College, Cambridge, où il étudie le droit. Il est diplômé de l'Université de Cambridge avec un baccalauréat spécialisé de première classe (1979), MA (1987) et MCFI (1988).
Il a deux sœurs, Valerie Vaz (née en 1954), qui est députée de Walsall South depuis 2010 et Penny McConnell, avocate. Il vit à Londres avec sa femme, Maria Fernandes, et leurs deux enfants, un fils et une fille.

## Avocat
Avant sa carrière politique, Vaz exerce le métier d’avocat. En 1982, il est employé comme avocat à Richmond upon Thames London Borough Council; et plus tard comme avocat principal dans l'arrondissement londonien d'Islington. Sélectionné comme candidat travailliste pour la circonscription de Leicester East en 1985, il trouve un emploi à Leicester comme avocat au Centre de droit de Highfields et Belgrave financé par le Conseil municipal. Il reste à ce poste jusqu'à son élection au Parlement en 1987.

## Parcours politique
Keith Vaz est membre du parti travailliste depuis 1982.
En 1983, Vaz se présente aux élections législatives en tant que candidat travailliste dans la circonscription conservatrice-libérale de Richmond et Barnes, arrivant troisième avec une baisse de 4,3 % du Parti travailliste contre une moyenne nationale de 9,3 %.
Il se présente comme candidat travailliste aux élections du Parlement européen en 1984 pour Surrey West, arrivant en troisième position.
Le 11 juin 1987, Vaz est élu député de Leicester East en battant le député conservateur Peter Bruinvels avec une avance de 1 924 voix. Il est réélu en 1992 (11 316 voix d’écart), 1997 (18 422 voix d’écart), 2001 (13 442 voix d’écart), 2005 (15 867 voix d’écart), 2010 (14 082 voix d’écart), 2015 (18 352 voix d’écart) et 2017 (22 428 voix d’écart). Il est alors le premier député d'origine asiatique depuis Shapurji Saklatvala dans les années 1920.
En 1992, Vaz occupe son premier poste au sein du shadow cabinet en tant que ministre junior de l'environnement avec la responsabilité de la planification et du renouvellement. Il reste à ce poste jusqu'en 1997, date à laquelle il est nommé premier secrétaire auprès du ministère public et du solliciteur général.
Vaz est ensuite secrétaire parlementaire du département du lord chancelier entre mai et octobre 1999.
Il est nommé par Tony Blair comme que Secrétaire d’État pour l'Europe, Bureau des Affaires étrangères et du Commonwealth. Il occupe ce poste d'octobre 1999 et de juin 2001. Toutefois, le Premier ministre britannique ne le reconduit pas dans ses fonctions à la suite de la série de scandales financiers qui font de lui l’objet de deux enquêtes parlementaires sur des malversations financières et des soupçons de trafic d’influence.
Il a été nommé membre du Conseil privé en juillet 2006 et confirmé en octobre de la même année[réf. souhaitée].

## Président du Comité des affaires intérieures
Il est président du Comité des affaires intérieures à partir de juillet 2007 mais est contraint de démissionner de cette fonction le 6 septembre 2016 à la suite des révélations du journal à scandale britannique Sunday Mirror. Le magazine révèle les résultats d'une enquête démontrant que le député a eu recours à de jeunes hommes prostitués roumains et achetait de la drogue (cocaïne, poppers) régulièrement. Le Comité de sélection des affaires intérieures est une commission parlementaire, entre autres chargée de l'examen des lois sur les travailleurs sexuels ou la drogue ; présider ce Conseil présentait un conflit d'intérêts en raison de la nature des missions menées par la commission sur le travail du sexe ou la drogue.

## Membre du Comité spécial de la justice
À la fin d'octobre 2016, Vaz est nommé au Comité spécial de la justice, après s’être porté candidat et avoir été désigné par son parti.
Une motion de la Chambre des communes visant à bloquer cette nomination est rejetée.
Selon Laura Hughes du Daily Telegraph, les cadres du Parti conservateur ont demandé à leurs députés de voter en faveur Vaz pour éviter la création d'un précédent de rejet pour de telles nominations. Plus de 150 députés conservateurs ont voté en faveur de Vaz.
Le député conservateur Andrew Bridgen a demandé publiquement à la chambre, au sujet de Vaz: « Qu'est-ce qui lui fait penser ce mois-ci qu'il serait la bonne personne pour occuper de telles fonctions ? » La commissaire parlementaire aux règlement, Kathryn Hudson, venait juste d’annoncer une enquête sur la conduite de Vaz.
L'enquête du Commissaire aux règlement est interrompue « pour des raisons médicales » en décembre 2017
Keith Vaz est également nommé à un comité du projet de loi public, qui a tenu sa première réunion le 15 novembre 2016, en examinant le projet de loi sur les finances criminelles qui vise à lutter contre le blanchiment d'argent et la corruption.

## Dépenses parlementaires
Les dépenses totales de Vaz pour l’année 2008/2009 s’élèvent à 173 937 £ et ont été classées 45e plus élevées (sur 647 députés), avec des coûts de fonctionnement de bureau et des coûts de personnel représentant 70 % de ces dépenses. Le registre des avoirs des députés relève qu'il est propriétaire de son bureau dans sa circonscription électorale.
Ses dépenses de foyer sont classées 83 sur 647 avec 23 831 £ en 2008/2009 ; font l'objet d'un article du Daily Telegraph. Vaz, qui vit à Stanmore, à 45 minutes du Parlement, a réclamé des intérêts hypothécaires sur un appartement qu'il avait acheté à Westminster en 2003.
En mai 2007, après avoir réclamé la taxe de service et de conseil de l'appartement, il a transféré sa résidence secondaire désignée à son bureau de circonscription et a acheté des meubles. Le rapport sur le scandale des dépenses parlementaires de Sir Thomas Legg a montré que 343 députés avaient été invités à rembourser de l'argent et que Vaz avait été invité à rembourser 1514 livres sterling parce que les articles dépassaient les coûts admissibles. Les nouvelles règles sur les dépenses publiées par l'Independent Parliamentary Standards Authority, qui sont entrées en vigueur après les élections générales de 2010, limitent l'allocation de résidence secondaire à 1 450 £ par mois, soit le coût de la location d'un appartement d'une chambre. Les bénéfices réalisés sur les résidences secondaires existantes seront récupérés.

## Affaire Rushdie
En mars 1989, Keith Vaz mène une marche de plusieurs milliers de musulmans à Leicester pour demander l'interdiction du livre de Salman Rushdie, Les Versets sataniques, décrivant la marche comme « l'un des grands jours de l'histoire de l'Islam et Grande-Bretagne ». Selon l'autobiographie de Rushdie, Vaz avait quelques semaines auparavant, promis son « soutien total » à Rushdie, décrivant la fatwa contre Rushdie comme « absolument effroyable ».